# Aprendiz 6 - Universitário
Aprendiz 6 - Universitário foi a sexta temporada do reality show O Aprendiz, apresentada por Roberto Justus e produzida e exibida no Brasil pela Rede Record, com estreia em 9 de abril de 2009 e final em 28 de maio do mesmo ano. O programa foi anunciado na final de Aprendiz 5 - O Sócio, em 26 de junho de 2008.
Após duas edições premiando o vencedor com uma sociedade, na sexta edição os candidatos concorreram a um contrato de trainee na empresa Young & Rubicam, com uma bolsa mensal de dez mil reais, e um prêmio de R$ 1 milhão. Todos os participantes cursavam faculdade durante a exibição do programa. A contratada foi a estudante de publicidade e propaganda Marina Vasques de Oliveira Erthal. Após o anúncio do resultado, a finalista Karina Ribeiro recebeu um convite para estagiar na Vivo, uma das empresas que patrocinou a edição. A participante Stephanie Paris também foi contratada depois do término da temporada e atuou como supervisora de conta na New Energy, uma das empresas de Justus.
Em 2013, os candidatos Karina Ribeiro, Mariana de Sousa Marinho, Maytê de Carvalho Soares e Lucas Dobner Broch foram convidados para participar de Aprendiz - O Retorno, compondo o elenco com outros participantes de temporadas diversas. Broch, Marinho, Ribeiro e Soares foram demitidos, respectivamente, no quinto, sétimo, oitavo e décimo terceiro episódios da atração. Depois de sua segunda demissão, Ribeiro foi contratada por Justus para atuar como supervisora de atendimento na Young & Rubicam. A candidata Ana Paula Siebert também foi sondada para retornar ao programa na nona temporada, mas acabou se envolvendo em um romance com Justus nesta época. Os dois se casaram em abril de 2015.

## Mudanças de formato
- O programa retomou o formato da Sala de Reunião original, com dois conselheiros permanentes (Walter Longo, conselheiro efetivo desde a terceira edição; e Cláudio Forner, conselheiro de tarefas na quinta edição). A equipe vencedora não pode mais assistir os acontecimentos da Sala de Reunião, e o líder vencedor não assume o papel de conselheiro temporário como nas últimas duas temporadas.
- Nesta edição, surge uma nova regra: o líder vencedor deveria indicar o candidato que menos contribuiu para o resultado da equipe. Tal indicado tem sua participação vetada na recompensa.[4] Durante o episódio 6, Justus revelou que as indicações dos líderes não vinham sendo convincentes e informou que poderia passar a indicar quem deveria ser deixado de lado. No episódio 8, a regra foi abolida.
- A hospedagem dos participantes, por sua vez, foi realizada no Sheraton São Paulo WTC Hotel, após cinco temporadas em parceria com o Hotel Hilton São Paulo Morumbi.

## Controvérsias

### Lista de demitidos
No dia 20 de abril de 2009, um dia antes do quarto episódio da temporada ser exibido, o jornal Folha de S.Paulo informou que a candidata Taila Maitê Uoeka havia divulgado uma lista das próximas demissões no programa para um jornalista. A própria seria eliminada no dia seguinte, seguida pelos candidatos João Luiz de Camargo Granja na quinta-feira, Rutênio Nogueira de Almeida Segundo no dia 28, Lucas Dobner Broch no dia 30 e Rafael Martins Pereira no dia 5 de maio. A participante negou que houvesse vazado tais informações e acionou advogado para se proteger legalmente. A suposta lista se mostrou correta e as demissões ocorreram conforme descrito, mas a Rede Record preferiu não tomar medidas legais contra a participante e apenas a advertiu.

## Candidatos
Esta edição apresentou 18 participantes, ao invés dos tradicionais 16 das temporadas anteriores. Pela primeira vez em uma edição brasileira, o número de mulheres é superior ao de homens: 10 e 8, respectivamente. É também a primeira temporada com participantes sem experiência profissional e com uma candidata escolhida ao vivo: a estudante Maytê de Carvalho Soares foi selecionada para participar da competição ao vencer o programa Especial Aprendiz, no dia 1 de dezembro de 2008.
As equipes tiveram os nomes escolhidos pela produção. Carla Stapani Ruas e Stephanie Paris Vilhagra, voluntárias para assumir as primeiras lideranças, puderam escolher os integrantes de suas equipes, Best e Maxxi, antes do início da tarefa. Esta foi a primeira vez em que as equipes não foram formadas por sexo (temporadas 1, 2 e 3) ou sorteio (temporadas 4 e 5), dando às líderes em questão a possibilidade de formar suas próprias equipes.
O histórico corporativo da edição culminou em um resultado favorável de 6-5 para a Best sobre a Maxxi (sem levar em conta a tarefa do episódio 7, que deu a vitória para as duas equipes). A vencedora Marina Vasques de Oliveira Erthal permaneceu na equipe Maxxi durante todo o programa e terminou com um histórico de 5-6 e recorde de 0-1 como líder. Karina Ribeiro, finalista demitida no episódio final, concluiu o processo com um histórico de 6-5 e um recorde impecável de 2-0 como líder.
| Candidato (a)                        | Ocupação                                          | Equipe original | Idade | Origem         | Resultado                                     |
| ------------------------------------ | ------------------------------------------------- | --------------- | ----- | -------------- | --------------------------------------------- |
| Marina Vasques de Oliveira Erthal    | Estagiária de criação                             | Maxxi           | 20    | Cuiabá         | Contratada (28 de maio de 2009)               |
| Karina Ribeiro                       | Estagiária na área de produção                    | Maxxi           | 25    | Mairiporã      | Finalista (28 de maio de 2009)                |
| Stephanie Paris Vilhagra             | Estagiária operadora de financiamento de veículos | Maxxi           | 20    | Vitória        | Demitida no episódio 14 (26 de maio de 2009)  |
| Ana Paula Siebert                    | Auxiliar administrativa                           | Best            | 20    | Blumenau       | Demitida no episódio 13 (21 de maio de 2009)  |
| Rodrigo Prates Carraresi             | Estagiário de controle e gestão de web            | Maxxi           | 22    | Rio de Janeiro | Demitido no episódio 12² (19 de maio de 2009) |
| Mariana de Sousa Marinho             | Estagiária de empresa de transporte aquaviário    | Best            | 21    | São Gonçalo    | Demitida no episódio 12² (19 de maio de 2009) |
| Maytê de Carvalho Soares             | Estudante de publicidade e propaganda             | Maxxi           | 18    | Guarulhos      | Demitida no episódio 11 (14 de maio de 2009)  |
| Rebeca de Matos Romero               | Agenciadora de empresa de turismo                 | Best            | 21    | Anápolis       | Demitida no episódio 10 (12 de maio de 2009)  |
| Álvaro da Costa Batista Guedes       | Estudante de licenciatura em psicologia           | Best            | 22    | Natal          | Demitido no episódio 9 (7 de maio de 2009)    |
| Rafael Martins Pereira               | Estudante de administração de empresas            | Maxxi           | 23    | São Paulo      | Demitido no episódio 8 (5 de maio de 2009)    |
| Lucas Dobner Broch                   | Vendedor                                          | Best            | 20    | Porto Alegre   | Demitido no episódio 7 (30 de abril de 2009)  |
| Rutênio Nogueira de Almeida Segundo  | Técnico judiciário                                | Best            | 23    | Uiraúna        | Demitido no episódio 6 (28 de abril de 2009)  |
| João Luiz de Camargo Granja          | Estudante de direito                              | Maxxi           | 25    | São Paulo      | Demitido no episódio 5 (23 de abril de 2009)  |
| Taila Maitê Ueoka                    | Auxiliar de administração                         | Maxxi           | 20    | Londrina       | Demitida no episódio 4 (21 de abril de 2009)  |
| Pedro Amatti Ferrari                 | Auxiliar de desenvolvimento de projetos           | Best            | 20    | São Paulo      | Demitido no episódio 3 (16 de abril de 2009)  |
| Raissa de Castro Alves               | Estudante de comércio exterior                    | Best            | 18    | Fortaleza      | Demitida no episódio 2¹ (14 de abril de 2009) |
| Carla Stapani Ruas                   | Redatora publicitária                             | Best            | 20    | Campo Grande   | Demitida no episódio 2¹ (14 de abril de 2009) |
| Guilherme Aragão Bessa do Sacramento | Estudante de comunicação social                   | Maxxi           | 21    | São Vicente    | Demitido no episódio 1 (9 de abril de 2009)   |

Nota 1: Justus demitiu duas candidatas no episódio 2. Carla foi demitida primeiro.

Nota 2: Justus demitiu dois candidatos no episódio 12. Mariana foi demitida primeiro.

## Episódios

### Episódio 1 (09-04-2009)
- Objetivo da tarefa: Divulgar novas formas de consumo de um salgadinho através de ações promocionais em praias do litoral norte de São Paulo.[9]
- Líder do Grupo Best: Carla
- Líder do Grupo Maxxi: Stephanie
- Grupo vencedor: Best
  - Prêmio: Jantar com Justus e viagem para Orlando, Flórida.[9]
  - Participante vetado: Rutênio[9]
- Grupo perdedor: Maxxi
  - Motivo da derrota: Falta de planejamento e utilização de uma receita inadequada.[9]
  - Indicados para a Sala de Reunião: Stephanie, Guilherme e Taila
- Demitido: Guilherme, por falta de comprometimento com as tarefas.[9]

### Episódio 2 (14-04-2009)
- Objetivo da tarefa: Treinamento lógico, físico e experiência na selva com o exército brasileiro.[10]
- Líder do Grupo Best: Ana Paula
- Líder do Grupo Maxxi: Rodrigo
- Grupo vencedor: Maxxi
  - Prêmio: Viagem para Aruba, no Caribe.[10]
  - Participante vetado: Rodrigo (ele vetou a si mesmo por acreditar que toda a equipe teve um bom desempenho)[10]
- Grupo perdedor: Best
  - Motivo da derrota: Pior desempenho nas provas de raciocínio estratégico.[10]
  - Indicados para a Sala de Reunião: Ana Paula, Raissa e Rutênio
- Demitidas: Carla, pelo fraco desempenho e omissão na tarefa;[10] e Raissa, por ser irônica e reativa.[10]
- Observações:
  - Carla foi demitida antes da segunda parte da Sala de Reunião, fato inédito no programa. Tanto sua equipe como o exército consideraram que o seu desempenho foi o pior da equipe.[10]
  - Após a demissão de Carla, Justus pediu que Ana Paula indicasse dois candidatos para a segunda parte da Sala de Reunião. Raissa foi demitida ao fim do episódio.[10]

### Episódio 3 (16-04-2009)
- Objetivo da tarefa: Criar e apresentar uma matéria jornalística sobre o programa de fidelidade da companhia áerea TAM.[11]
- Líder do Grupo Best: Pedro
- Líder do Grupo Maxxi: Karina
- Grupo vencedor: Maxxi
  - Prêmio: Viagem para Roma.[11]
  - Participante vetada: Taila[11]
- Grupo perdedor: Best
  - Motivo da derrota: O material final foi considerado bastante inferior ao do grupo Maxxi e Pedro fez uma apresentação fraca.[11]
  - Indicados para a Sala de Reunião: Pedro, Rebeca e Álvaro
- Demitido: Pedro, pelos erros que cometeu durante a liderança.[11]
- Observações:
  - Devido ao bom desempenho da equipe, Justus permitiu que Taila participasse da recompensa com os outros integrantes da Maxxi, apesar de ter sido vetada.[11]

### Episódio 4 (21-04-2009)
- Reestruturação de equipes: A Best escolheu Karina para reforçar a equipe.[12]
- Objetivo da tarefa: Venda de objetos aleatórios pelo maior preço possível.[12]
- Líder do Grupo Best: Lucas
- Líder do Grupo Maxxi: Marina
- Grupo vencedor: Best
  - Prêmio: Ecoturismo em Porto Alegre.[11]
  - Participante vetado: Lucas (ele mesmo se vetou com a justificativa de ter aceitado uma doação, quebrando regras do dossiê)[12]
- Grupo perdedor: Maxxi
  - Motivo da derrota: Menor lucro na venda de todos os produtos.[12]
  - Indicadas para a Sala de Reunião: Marina, Taila e Stephanie.
- Demitida: Taila, por não ter se destacado nas tarefas e não demonstrar confiança.[12]
- Observações:
  - Marina expressou interesse em trazer apenas Taila para a Sala de Reunião, mas Justus não permitiu tal ação.[12]
  - Após Lucas vetar a si mesmo da recompensa, Justus declarou que, dali por diante, não seria mais permitido aos líderes vetaram a si mesmos.[12]

### Episódio 5 (23-04-2009)
- Objetivo da tarefa: Criação e implementação de estratégia de promoção de aparelho celular voltado ao público jovem em duas universidades, incluindo um evento noturno com a participação do cantor Toni Garrido.[13]
- Líder do Grupo Best: Mariana[13]
- Líder do Grupo Maxxi: Maytê
- Grupo vencedor: Best[13]
  - Prêmio: Viagem para Miami.[13]
  - Participante vetado: Álvaro[13]
- Grupo perdedor: Maxxi[13]
  - Motivo da derrota: A equipe teve pouca preocupação com a imagem do produto e fixou esforços na divulgação do evento ao invés do aparelho celular.[13]
  - Indicados para a Sala de Reunião: Não houve reunião final[13]
- Demitido: João, por questionar a estrutura e a seriedade do programa.[13]
- Observações:
  - Justus exibiu gravações de João questionando a derrota da equipe (que conseguiu mais cadastros no site da empresa que fabrica o aparelho e a presença de mais pessoas no evento) e aconselhando Marina a não expor argumentos antes da Sala de Reunião, alegando que isso poderia ser usado contra eles no processo.[13] Granja tentou se explicar, mas Justus considerou seus argumentos como um ataque à equipe do programa e demitiu o candidato.[13] A Sala de Reunião final não foi realizada e Justus preferiu liberar os outros participantes.[13]

### Episódio 6 (28-04-2009)
- Reestruturação de equipes: Karina foi escolhida para retornar para a Maxxi.
- Objetivo da tarefa: Melhorar a qualidade de vida dos idosos que habitam entidades de assistência.
- Líder do Grupo Best: Rebeca
- Líder do Grupo Maxxi: Rafael
- Grupo vencedor: Maxxi
  - Prêmio: Estadia em suítes particulares e visita ao sítio de Justus.
  - Participante vetado: Nenhum
- Grupo perdedor: Best
  - Motivo da derrota: Foco voltado para a estética e pouca preocupação com questões mais abrangentes.
  - Indicados para a Sala de Reunião: Rebeca, Lucas e Rutênio
  - Opinião dos Conselheiros: Walter Longo destacou que a candidata que deveria ser demitida era Ana Paula, por perder tempo demais com detalhes e por essa razão ser a principal responsável pela derrota. Como a mesma não foi trazida de volta, Longo escolheu Lucas, por seus erros na formação de parcerias. Cláudio Forner aconselhou a demissão de Rutênio, lembrando que ele havia previsto o fracasso da equipe, porém se omitiu em vez de tentar reverter a situação.
- Demitido: Rutênio, principalmente por ter um desempenho inferior ao de Rebeca e Lucas durante as tarefas.
- Observações:
  - Justus revelou que assumiria a responsabilidade pelos vetos das equipes, pois os líderes até o momento o tinham desapontado com suas escolhas. Apesar disso, devido ao bom desempenho da equipe, nenhum participante foi vetado.
  - Após demitir Rutênio, Justus frisou que a decisão foi próxima e que tanto Lucas quanto Rebeca poderiam ter sido demitidos.

### Episódio 7 (30-04-2009)
- Reestruturação de equipes: Após a escolha de líderes, Justus os trocou de equipes.
- Objetivo da tarefa: Administrar lojas de conveniência localizadas em postos de gasolina, com o objetivo de aumentar o faturamento comum.
- Líder do Grupo Best: Stephanie
- Líder do Grupo Maxxi: Álvaro
- Best e Maxxi venceram a tarefa — os indicados para demissão são os dois menos produtivos em cada equipe.
  - Prêmio: Viagem no Cruzeiro Aprendiz.
  - Participantes vetados: Lucas e Rebeca (Best), Maytê e Rafael (Maxxi)
  - Indicados para a Sala de Reunião: Maytê, Lucas e Rebeca
  - Opinião dos Conselheiros: Longo e Forner apontaram Lucas para ser demitido, considerando que suas ações atrapalharam o andamento da tarefa em sua equipe em vez de ajudar.
- Demitido: Lucas, pelo desempenho inferior.
- Observações:
  - O grupo Best teve um lucro maior do que o Maxxi, que por sua vez foi superior no que diz respeito ao atendimento e preocupação com o cliente. Justus resolveu dar a vitória aos dois grupos, fato inédito na história do programa.
  - Justus solicitou que os líderes de suas equipes indicassem os dois participantes de suas equipes que apresentaram o pior desempenho. Stephanie indicou Lucas e Rebeca, enquanto Álvaro indicou Maytê e Rafael. Os quatro indicados tiveram sua participação vetada na recompensa e poderiam ser demitidos na Sala de Reunião.
  - Na primeira etapa da Sala de Reunião, Rafael foi dispensado porque os conselheiros de Justus o consideraram como o que teve o melhor desempenho entre os quatro.
  - Álvaro e Stephanie foram convocados para participar da segunda parte da Sala de Reunião, como conselheiros temporários. Após expressarem suas opiniões, foram dispensados.
  - Até o momento, esta é a única vez em que uma tarefa foi vencida pelas duas equipes. Ao mesmo tempo, Lucas é o primeiro e único candidato do programa a ser demitido em uma tarefa cuja equipe foi vencedora.

### Episódio 8 (05-05-2009)
- Reestruturação de equipes: Justus pediu que a líder da Best, Mariana, escolhesse um membro da Maxxi para fortalecer a equipe. Ela escolheu Rodrigo.
- Objetivo da tarefa: Venda on-line de 60 produtos, com custos mais impostos para a Fnac. As equipes deveriam criar banners, campanhas e promoções usando a criatividade para vender o máximo de itens possíveis. Também era preciso elaborar um plano de logística das peças.
- Líder do Grupo Best: Mariana
- Líder do Grupo Maxxi: Rafael
- Grupo vencedor: Best
  - Prêmio: Viagem para Paris e visita ao Museu do Louvre e à Fnac na avenida Champs-Élysées.
- Grupo perdedor: Maxxi
  - Motivo da derrota: Falta de organização e estabelecimento de prioridades.
  - Indicados para a Sala de Reunião: Rafael, Álvaro e Maytê
- Demitido: Rafael, por falta de controle da equipe.
- Observações:
  - A regra do veto foi abolida neste episódio.

### Episódio 9 (07-05-2009)
- Objetivo da tarefa: Criação e desenvolvimento de evento de conexão social digital relacionada ao meio ambiente, uma campanha promocional para a operadora de telefonia móvel Vivo.
- Líder do Grupo Best: Rodrigo
- Líder do Grupo Maxxi: Maytê
- Grupo vencedor: Best
  - Prêmio: Viagem ao Canadá, para conhecer os preparativos dos Jogos Olímpicos de Inverno de 2010 na Colúmbia Britânica, visitando Vancouver e esquiando em Whistler.
- Grupo perdedor: Maxxi
  - Motivo da derrota: O grupo não atendeu ao briefing.
  - Indicados para a Sala de Reunião: Maytê, Álvaro e Marina
- Demitido: Álvaro, por demonstrar pouco interesse pelo cargo oferecido no programa.
- Observações:
  - Justus relatou que pensou em demitir Maytê juntamente com Álvaro, mas sua postura na Sala de Reunião o convenceu do contrário.

### Episódio 10 (12-05-2009)
- Reestruturação de equipes: Os grupos foram mesclados por sorteio: A Maxxi foi formada por Ana Paula, Marina, Rebeca e Stephanie; a Best teve como integrantes Karina, Maytê, Mariana e Rodrigo.
- Objetivo da tarefa: Quiz show envolvendo conhecimentos gerais.
- Líder do Grupo Best: Karina
- Líder do Grupo Maxxi: Rebeca
- Grupo vencedor: Best
  - Prêmio: Viagem para Los Angeles e um ano de assinatura do aparelho SKY HDTV. Conheceram a equipe de maquiadores que trabalhou no filme O Curioso Caso de Benjamin Button. Além de cenas engraçadas com maquiagem, a equipe passou pela Calçada da Fama e Karina aproveitou para reverenciar Britney Spears, um de seus acertos no jogo.
- Grupo perdedor: Maxxi
  - Motivo da derrota: Resultado total inferior.
  - Indicadas para a Sala de Reunião: Ana Paula, Stephanie e Marina
- Demitida: Rebeca, por pedir para sair do programa.
- Observações:
  - Rebeca pediu para sair do programa, e com isso, Justus a demitiu, informando ainda que se sentia arrependido por ter mantido Rebeca e demitido Lucas no episódio 7.
  - Mesmo com a desistência, Justus decidiu fazer a segunda parte da Sala de Reunião, mas acabou por não demitir mais ninguém.
  - Ambos os conselheiros de Justus se abstiveram de indicar alguém para a demissão antes da segunda parte da sala.

### Episódio 11 (14-05-2009)
- Objetivo da tarefa: Criação de uma peça funcional a partir de sucata.
- Líder do Grupo Best: Mariana
- Líder do Grupo Maxxi: Ana Paula
- Grupo vencedor: Maxxi
  - Prêmio: Viagem aos pontos históricos de Minas Gerais de helicóptero e visita à fábrica da Fiat em Betim.
- Grupo perdedor: Best
  - Motivo da derrota: Menor preocupação com os detalhes da peça.
  - Indicados para a Sala de Reunião: Mariana, Maytê e Rodrigo
- Demitida: Maytê, pelo histórico consideravelmente mais fraco que o dos outros concorrentes.

### Episódio 12 (19-05-2009)
- Extinção de equipes: Os seis candidatos restantes foram divididos em três duplas (sorteadas por Justus). Com isso, foram extintos os grupos e os líderes.
- Duplas: Stephanie e Marina, Ana Paula e Mariana, Rodrigo e Karina
- Objetivo da tarefa: Desenvolver um plano de negócios, sem restrições, para incrementar um orçamento disponibilizado em aproximadamente três dias e meio.
- Dupla vencedora: Stephanie e Marina
  - Prêmio: Viagem para Londres.
- Duplas perdedoras: Ana Paula e Mariana, Rodrigo e Karina
  - Motivo da derrota: As duplas não captaram o espírito empreendedor que a tarefa exigia.
  - Indicados para a Sala de Reunião: Ana Paula, Mariana, Rodrigo e Karina
  - Opinião dos Conselheiros: Como duas pessoas seriam demitidas, os conselheiros deveriam indicar duas pessoas. Rodrigo foi escolhido por ambos, em razão de insistir constantemente numa única competência ao longo das tarefas. A segunda indicada de Walter Longo foi Mariana, pois ela mesma já havia admitido ser uma pessoa pouco criativa. O outro voto de Cláudio Forner foi para Karina, por sentir que seu desempenho vinha declinando cada vez mais e porque sua dupla com Rodrigo foi a menos produtiva das três.
- Demitidos: Mariana, por falta de criatividade, e Rodrigo, por não ser versátil.
- Observações:
  - Antes do início da tarefa, Justus informou que dois candidatos seriam demitidos na Sala de Reunião após o resultado.
  - Esta temporada é a primeira a apresentar mais de uma demissão dupla. A primeira foi no episódio 2, em que Carla e Raissa foram eliminadas na mesma tarefa.
  - A demissão de Rodrigo neste episódio leva o programa, pela primeira vez em sua história, a ter uma final composta por duas mulheres.

### Episódio 13 (21-05-2009)
- Reestruturação de equipes: Os grupos Maxxi e Best foram reativados. Stephanie e Marina permaneceram na Maxxi; Ana Paula retornou para a Best, fazendo companhia à Karina.
- Objetivo da tarefa: Criar, roteirizar e gravar um filme publicitário de 30 segundos para uma campanha para um produto (pizza) da empresa de alimentos Perdigão S.A..
- Grupo vencedor: Maxxi
  - Prêmio: Rodízio de pizzas com a presença de familiares e aula de golfe.
- Grupo perdedor: Best
  - Motivo da derrota: Pior fluxo de apresentação.
  - Indicadas para a Sala de Reunião: Ana Paula e Karina
  - Opinião dos Conselheiros: Walter Longo lembrou o mau desempenho de Ana Paula na sexta tarefa, e seu comentário de que ela já mereceria ter sido demitida naquela ocasião, e usou isso como critério de desempate entre as candidatas. Cláudio Forner indicou Karina, novamente ressaltando o declínio de seu desempenho ao longo das tarefas.
- Demitida: Ana Paula, por demonstrar um perfil excessivamente empreendedor na Sala de Reunião.
- Observações:
  - Apesar da divisão em equipes, esta prova não teve atribuição de liderança, fato inédito no programa.
  - A última integrante da Best original foi demitida neste episódio.
  - Durante a execução da prova, Justus surpreendeu as candidatas, que tinham que fazer uma apresentação sobre a Perdigão. No momento da apresentação, as candidatas perceberam que os ouvintes da palestra não eram executivos, mas sim crianças. Roberto quis testar a capacidade de improviso das aprendizes. Neste ponto, Marina ganhou muitos elogios de todos por ser a candidata mais capaz de se adaptar às situações.

### Episódio 14 (26-05-2009)
- Extinção de equipes: Nessa tarefa, as equipes Maxxi e Best deixaram de existir e cada participante competiria sozinha.
- Objetivo da tarefa: Arranjar um jeito de voltar de Los Andes, Chile, ao Sheraton, em São Paulo, somente com o passaporte e a carteira de motorista.
- Vencedora: Marina
- Perdedoras: Stephanie e Karina
- Motivo da derrota: Stephanie se arriscou demais aceitando uma proposta de ajuda de um desconhecido; Karina preferiu o caminho mais seguro e voltou para o Brasil de ônibus, perdendo muito tempo.
  - Indicadas para a Sala de Reunião: Stephanie e Karina
  - Opinião dos Conselheiros: Walter Longo optou por Stephanie, pois considerou que sua ansiedade e os riscos corridos por ela poderiam levá-la a cometer erros graves em sua vida profissional. Cláudio Forner destacou a atuação conservadora de Karina nesta tarefa, somada à queda no seu desempenho geral, e deu seu voto a ela.
- Demitida: Stephanie, por excesso de ousadia e por correr riscos desnecessários.
- Prêmio às finalistas: Um computador MacBook, um smartphone, joias exclusivas de uma joalheria, crédito de compras em lojas de roupas e jantar exclusivo.

### Episódio final (28-05-2009)
- Objetivo da tarefa: Organização de um Rally Universitário, representando a marca Fiat, nas cidades de Jundiaí e Piracicaba, no interior de São Paulo.
- Resultado: Nos 5 critérios de avaliação da prova, Karina foi superior.
- Contratada: Marina, por possuir um perfil mais próximo do qual Justus procurava.
- Demitida: Karina, por perder o ritmo ao longo do programa.
- Observações:
  - No início do episódio, para a realização da tarefa, 10 candidatos eliminados regressaram ao programa para ajudar as finalistas. A equipe de Karina foi composta por Lucas, Mariana, Maytê, Raíssa e Rodrigo, enquanto Ana Paula, Carla, Pedro, Rafael e Rutênio formaram a equipe de Marina.
  - Karina também ganhou um cargo de trainee na empresa Vivo, patrocinadora do programa.
  - Marina é a primeira vencedora da história do programa a liderar apenas uma vez.

## Resultados
| Candidato (a)                        | Equipe     | Equipe     | Equipe     | Equipe     | Equipe     | Equipe      | Equipe      | Equipe      | Resultado               | Recorde como líder                                        |
| Candidato (a)                        | Episódio 1 | Episódio 4 | Episódio 6 | Episódio 7 | Episódio 8 | Episódio 10 | Episódio 12 | Episódio 13 | Resultado               | Recorde como líder                                        |
| ------------------------------------ | ---------- | ---------- | ---------- | ---------- | ---------- | ----------- | ----------- | ----------- | ----------------------- | --------------------------------------------------------- |
| Marina Vasques de Oliveira Erthal    | Maxxi      | Maxxi      | Maxxi      | Maxxi      | Maxxi      | Maxxi       | Stephanie   | Maxxi       | Contratada              | 0-1 (derrota no episódio 4)                               |
| Karina Ribeiro                       | Maxxi      | Best       | Maxxi      | Maxxi      | Maxxi      | Best        | Rodrigo     | Best        | Demitida na Final       | 2-0 (vitória nos episódios 3 e 10)                        |
| Stephanie Paris Vilhagra             | Maxxi      | Maxxi      | Maxxi      | Best       | Best       | Maxxi       | Marina      | Maxxi       | Demitida no episódio 14 | 1-1 (vitória no episódio 7, derrota no episódio 1)        |
| Ana Paula Siebert                    | Best       | Best       | Best       | Best       | Best       | Maxxi       | Mariana     | Best        | Demitida no episódio 13 | 1-1 (vitória no episódio 11, derrota no episódio 2)       |
| Rodrigo Prates Carraresi             | Maxxi      | Maxxi      | Maxxi      | Maxxi      | Best       | Best        | Karina      |             | Demitido no episódio 12 | 2-0 (vitória nos episódios 2 e 9)                         |
| Mariana de Sousa Marinho             | Best       | Best       | Best       | Best       | Best       | Best        | Ana Paula   |             | Demitida no episódio 12 | 2-1 (vitória nos episódios 5 e 8, derrota no episódio 11) |
| Maytê de Carvalho Soares             | Maxxi      | Maxxi      | Maxxi      | Maxxi      | Maxxi      | Best        |             |             | Demitida no episódio 11 | 0-2 (derrota nos episódios 5 e 9)                         |
| Rebeca de Matos Romero               | Best       | Best       | Best       | Best       | Best       | Maxxi       |             |             | Demitida no episódio 10 | 0-2 (derrota nos episódios 6 e 10)                        |
| Álvaro da Costa Batista Guedes       | Best       | Best       | Best       | Maxxi      | Maxxi      |             |             |             | Demitido no episódio 9  | 1-0 (vitória no episódio 7)                               |
| Rafael Martins Pereira               | Maxxi      | Maxxi      | Maxxi      | Maxxi      | Maxxi      |             |             |             | Demitido no episódio 8  | 1-1 (vitória no episódio 6, derrota no episódio 8)        |
| Lucas Dobner Broch                   | Best       | Best       | Best       | Best       |            |             |             |             | Demitido no episódio 7  | 1-0 (vitória no episódio 4)                               |
| Rutênio Nogueira de Almeida Segundo  | Best       | Best       | Best       |            |            |             |             |             | Demitido no episódio 6  |                                                           |
| João Luiz de Camargo Granja          | Maxxi      | Maxxi      |            |            |            |             |             |             | Demitido no episódio 5  |                                                           |
| Taila Maitê Ueoka                    | Maxxi      | Maxxi      |            |            |            |             |             |             | Demitida no episódio 4  |                                                           |
| Pedro Amatti Ferrari                 | Best       |            |            |            |            |             |             |             | Demitido no episódio 3  | 0-1 (derrota no episódio 3)                               |
| Raissa de Castro Alves               | Best       |            |            |            |            |             |             |             | Demitida no episódio 2  |                                                           |
| Carla Stapani Ruas                   | Best       |            |            |            |            |             |             |             | Demitida no episódio 2  | 1-0 (vitória no episódio 1)                               |
| Guilherme Aragão Bessa do Sacramento | Maxxi      |            |            |            |            |             |             |             | Demitido no episódio 1  |                                                           |